# Ahmet Necdet Sezer
Ahmet Necdet Sezer (Afyonkarahisar, Turquía, 13 de septiembre de 1941) es un político turco, fue el décimo presidente de la República de Turquía desde el 16 de mayo de 2000 hasta el 28 de agosto de 2007, cuando fue reemplazado por el entonces Ministro de Asuntos Exteriores Abdullah Gül.
Antes de ser designado como Presidente de Turquía ejerció el cargo de presidente del Tribunal Constitucional turco.
Se presentó como candidato independiente a la presidencia con el amplio apoyo de los sectores laicos del país. Ha sido el primer presidente turco en no haber estado anteriormente afiliado a un partido y sin haber ocupado un cargo político hasta ser designado presidente.
Está considerado como un reformista, que defendió la separación entre Estado y religión y la liberalización de la economía. Consiguió abolir la pena de muerte y reformar el Código Civil del país, haciéndolo más equitativo en relación con las mujeres.[cita requerida]